# Batalla de Chemillé (1796)
La batalla de Chemillé va tenir lloc del 28 al 29 de gener de 1796 durant la revolta de Vendée.

## Procés

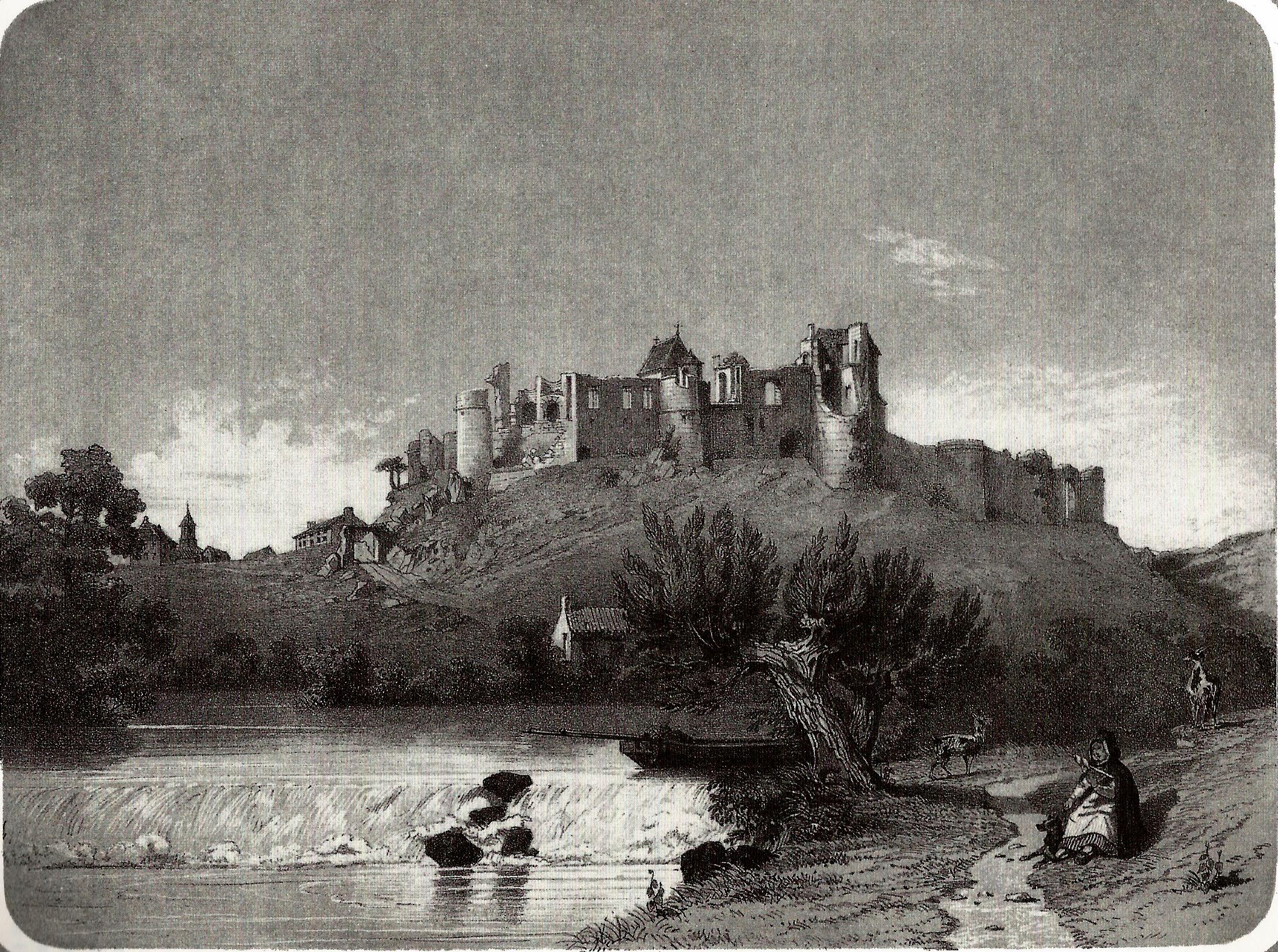
Vista d'Argenton-Château, gravat de Thomas Drake, cap a 1850.

El 26 de gener de 1796, Stofflet va tornar a prendre les armes per ordre del comte d'Artois que el va nomenar tinent general i gran creu de l'orde reial i militar de Saint-Louis. Sense il·lusió, hauria declarat: "Amics meus, marxem cap al cadafal, però, això no importa, visca tot i així el rei". Va reunir només 400 homes i va capturar Argenton-Château.
El dia 28, Stofflet va atacar Chemillé, però va ser repel·lit pels republicans. L'endemà, es va veure obligat a retirar-se al bosc de Maulévrier.

## Conseqüències
Sorprès per aquesta declaració de guerra, el general Lazare Hoche va contraatacar immediatament i va marxar cap a Anjou. Ben rebut per la població, va declarar: "Crec que la guerra stoffletiana durarà quinze dies". 6.000 soldats republicans s'apoderen de Neuvy-en-Mauges, quarter general de l'Exèrcit d'Anjou.
Després de reprendre les hostilitats amb Stofflet, Sapinaud va deixar les armes i va renunciar al seu comandament4. Stofflet, en canvi, es va negar a sotmetre's i va romandre tancat diverses setmanes al bosc de Maulévrier.
El 23 de febrer celebrà una reunió secreta a la granja de La Saugrenière, prop de la Poitevinière, amb Eroudelle, delegat de Scépeaux, Jouette, delegat de Puisaye, Chesnier-Duchesne, delegat de Charette, i l'abat Bernier. A continuació, els emissaris van discutir l'assignació d'un ambaixador dels quatre exèrcits reialistes d'Occident a la coalició. L'abat Bernier va ser afavorit per Scépeaux, però Stofflet es va inclinar cap al comte de Maulévrier i els delegats es van separar sense solució. Stofflet i la seva suite van romandre allí, però van ser aturats durant la nit per 200 infants i 25 cavallers del 7è batalló de París comandat per Loutil. El líder de la Vendée va ser capturat, així com cinc dels seus companys: el prussià Charles Lichtenheim, de 24 anys, oficial de l'antic regiment de Nassau; Georges Moreau, 20 anys, teixidor; Joseph Devarannes, 31 anys, antic secretari del barri d'Ancenis; Pierre Pinot, 20 anys; i Michel Grolleau, 14 anys. Els presoners foren portats a Chemillé, després a Angers. Jutjats el 24 de febrer per un consell militar, van ser condemnats a mort l'endemà a les cinc del matí per haver estat presos amb les armes a la mà. Només Michel Grolleau es va salvar per la seva joventut i només va ser condemnat a presó fins a la pau.
Stofflet i els seus quatre companys van ser afusellats a Angers, al Camp de Mart, el 25 de febrer, a les nou o deu del matí. Abans de morir, el general de la Vendée va escriure:
| «                       | Visca la religió, visca el rei! | » |
| — general de la Vendée, |                                 |   |